# Castillo Inuyama
El Castillo Inuyama (犬山城 Inuyama-jō?) es un castillo japonés localizado en la ciudad de Inuyama, en la prefectura de Aichi en Japón. El castillo Inuyama es uno de los 12 castillos existentes en Japón que fueron construidos antes del periodo Edo.

## Historia
El castillo Inuyama es probablemente uno de los castillos más antiguos de Japón que cuentan con la construcción original, la cual data de 1440. De acuerdo al Engishiki (un libro del Período Heian), el templo Harigane fue movido de su lugar para poder colocar el castillo. La fortaleza sufrió diversas adiciones durante el tiempo y las torres actuales fueron construidas en 1537 por Oda Nobuyasu, tío de Oda Nobunaga.
El castillo fungió como el centro de poder de la familia Naruse, sirvientes del clan Matsudaira. El castillo Inuyama es el único en Japón que fue de propiedad privada y tiene el estatus de Tesoro Nacional. El gobierno expropió el castillo de acuerdo a las reformas de la Restauración Meiji. En 1891 el castillo fue dañado a causa de un terremoto y fue regresado a propiedad de la familia Naruse en 1895 con la condición de que lo repararan y le dieran mantenimiento. El castillo fue vendido recientemente a la ciudad de Inuyama y está en proceso de ser cedido al gobierno de la Prefectura de Aichi.